# Bárcsak feledni tudnálak!
A "Bárcsak feledni tudnálak!" (I Wish I Could Forget You) a Született feleségek (Desperate Housewives) című amerikai filmsorozat huszonkilencedik epizódja. Az Amerikai Egyesült Államokban először az ABC (American Broadcasting Company) adó sugározta 2005. november 6-án.

## Az epizód cselekménye
Bree Van De Kamp úgy dönt, hogy a háta mögött hagyja a múltat és ad egy újabb esélyt magának a boldogságra - ki mással, mint a patikus George Williams-szel. Ám a gyerekektől mentes meghitt vacsora kellemetlen szerelmi légyottba csap át, amikor George az élete folyamán már oly sokszor hallott kifogások legeredetibbjét hallja Bree-től, miszerint csalánkiütést kapott tőle. Paul Young ismét felbukkan a Lila Akác közben, és mintha mi sem történt volna, békésen nyírja a füvet a háza előtt. Persze ezt azért a barátnők nem hagyhatják annyiban és rendőrökkel vitetnék el Mrs. Huber hidegvérű gyilkosát. A kertvárosi utcácskában hatalmas embersereg gyűlik össze a nem mindennapi eseményre, ám az egyetlen tanú, akinek a vallomása által Youngot rács mögé lehetne juttatni, némaságba burkolózik. Lynette-nek kell prezentálnia a cég legújabb reklámkampányát a fontos ügyfelek számára, amikor is a kollégái - Nina vezetésével - élesen kritizálják az öltözködését. Lynette majd elsüllyed szégyenében, ezért méregdrága lépésre szánja el magát, ám a helyzet, ha lehet, még kellemetlenebbé válik. David, Carlos ügyvédje eközben a lehető legrosszabbkor és a legkínosabb ürüggyel dobja be a törülközőt. Bree és George egy istenháta mögötti szállodában készülnek elkövetni az első közös éjszakájukat.

## Mellékszereplők
- Adrian Pasdar - David Bradley
- Joely Fisher - Nina Fletcher
- Sam Lloyd - Dr. Albert Goldfine
- Robert Clendenin - Louis
- Scott Atkinson - 1. rendőr
- Richard Jenik - 2. rendőr
- Lesley Ann Warren - Sophie Bremmer
- Steven Hack - Clerk
- Charlie Babcock - Stu
- Pat Crawford Brown - Ida Greenberg
- Bruce Katzman - Judge
- Betty Murphy - Alberta Fromme
- Julie Michaels - Ápolatlan nő
- Amy. E. Thompson - Fiatal nő
- Corie Vickers - Dolgozó nő

## Mary Alice epizódzáró monológja
- A narrátor, Mary Alice monológja az epizód végén így hangzik (a magyar változat alapján):

„Igen. Minden kislány pompázatos, fehér esküvőről álmodik. De vannak álmok, amik sose válnak valóra.”

## Epizódcímek szerte a világban
- Angol: I WIsh I Could Forget You (Bárcsak feledni tudnálak!)
- Lengyel: Wysypka i oświadczyny (Kiütések és javaslatok)
- Német: Ausschläge und Anträge (Kiütések és javaslatok)